# Palača Umaid Bhavan
Palača Umaid Bhawan, ki stoji v Džodhpurju v Radžastanu v Indiji, je ena največjih zasebnih rezidenc na svetu. Del palače upravljajo hoteli Tadž. Ime je dobil po maharadži Umaidu Singhu, dedku sedanjega lastnika Gadža Singha. Palača ima 347 sob in je glavna rezidenca nekdanje kraljeve družine Džodhpur. Del palače je muzej.
Temelje stavbe je 18. novembra 1929 postavil maharadža Umaid Singh, gradbena dela pa so bila zaključena leta 1943.

## Zgodovina
Zgodovina gradnje palače Umaid Bhavan je povezana s prekletstvom svetnika, ki je rekel, da bo sušno obdobje sledilo dobri vladavini dinastije Rathore. Tako se je po koncu približno 50-letne vladavine Pratap Singha Džodhpura v 1920-ih tri zaporedna leta soočil s hudo sušo in lakoto. Kmetje na tem območju, soočeni s to stisko, so poiskali pomoč takratnega maharadže Umaida Singha, ki je bil 37. rathorski vladar Marvarja v Džodhpurju, da bi jim zagotovil nekaj zaposlitve, da bi lahko preživeli težke razmere. Maharadža se je, da bi pomagal kmetom, odločil zgraditi razkošno palačo. Naročil je Henryju Vaughanu Lanchesterju kot arhitektu, da pripravi načrte za palačo; Lanchester je bil sodobnik Edwina Lutyensa, ki je načrtoval stavbe vladnega kompleksa v New Delhiju. Lanchester je oblikoval palačo Umaid v skladu s stavbnim kompleksom v New Delhiju, tako da je prevzel temo kupol in stebrov. Palača je bila zasnovana kot mešanica zahodne tehnologije in indijskih arhitekturnih značilnosti.
Palača se je gradila počasi, saj je bil njen prvotni cilj zagotoviti zaposlitev kmetom, ki jih je prizadela lakota na tem območju. Temeljni kamen je bil položen leta 1929. Pri gradnji je bilo zaposlenih okoli 2000 do 3000 ljudi. Maharadža je palačo zasedel po njenem dokončanju leta 1943 in blizu obdobja indijske neodvisnosti. Bilo je nekaj kritik, ker so se lotili dragega projekta, vendar je služil glavnemu namenu pomoči državljanom Džodhpurja pri soočanju z lakoto. Ocenjeni stroški gradnje palače so bili 11 milijonov Rs. Ko so jo leta 1943 odprli, je veljala za eno največjih kraljevih rezidenc na svetu.
Mesto, izbrano za palačo, je bilo na hribu, znanem kot hrib Čitar v zunanjih mejah Džodhpurja, po katerem je palača tudi znana, kjer v bližini ni bilo oskrbe z vodo in je na pobočjih hriba raslo komaj kaj rastlinja. Potreben gradbeni material ni bil blizu, saj so bili kamnolomi peščenjaka precej oddaljeni. Ker je bil maharadža dovolj preudaren, da je svoj projekt uresničil, je do kamnoloma zgradil železniško progo za prevoz gradbenega materiala. Osli so bili prisiljeni vleči zemljo na lokacijo. Peščenjak, ki so ga prevažali po železnici, je bil obdelan na mestu v velike bloke s prepletenimi spoji, tako da jih je bilo mogoče položiti brez uporabe malte.
Palača je bila zgrajena iz »sivobarvnega« (zlato-rumenega) peščenjaka z dvema kriloma. Uporabljen je bil tudi marmor Makrana, za notranjo opremo pa je bil uporabljen burmanski tik. Ko je bila dokončana, je imela palača 347 sob, več dvorišč in veliko banketno dvorano, ki je lahko sprejela 300 ljudi. Šteje se, da arhitekturni slog predstavlja takrat modni slog Beaux Arts, znan tudi kot slog Indo-Deco. Vendar palača dolga leta ni delovala v celoti po tragičnih dogodkih v kraljevi družini. Umaid Singh, ki je ostal v kraju le štiri leta, je umrl leta 1947. Hanvant Singh, ki ga je nasledil, je prav tako umrl v mladosti; pravkar je zmagal na splošnih volitvah leta 1952 in se je po tej zmagi vračal domov, ko je njegovo letalo strmoglavilo in je umrl. Gajdž Singh II., ki je nasledil svojega očeta, se je leta 1971 odločil del palače preurediti v hotel.

## Opis
Palača je razdeljena na tri funkcionalne dele – rezidenco kraljeve družine, luksuzni hotel Tadž Palace in muzej, ki se osredotoča na zgodovino kraljeve družine Džodhpur 20. stoletja.

### Palača
Kompleks palače je postavljen na območju 11 ha zemlje, vključno s 6,1 ha vrtov. Palača je sestavljena iz prestolne dvorane, zasebne sejne dvorane, dvorane Durbar za srečanje javnosti, obokane banketne dvorane, zasebnih jedilnic, plesne dvorane, knjižnice, notranjega bazena in zdravilišča, sobe za biljard, štirih teniških igrišč, dve marmorni igrišči za squash in dolge pasaže.
Notranja osrednja kupola je nad nebesno modro notranjo kupolo. Notranja obokana kupola je glavna atrakcija v palači, ki se dviga do 31 m v notranjem delu, ki ga pokriva zunanja kupola, visoka 13 m. Vhod v palačo ima okraske v obliki grba kraljeve družine Rathore. Vhod vodi v preddverje, ki ima tla iz poliranega črnega granita. Dnevni prostor ima tla iz rožnatega peščenjaka in marmorja. Maharadža Gadž Singh, znan kot bapdži, biva v delu palače. Glavna arhitektura palače je mešanica indo-saracenskega, neoklasicizma in zahodnega art déco sloga. Rečeno je tudi, da sta maharadža in njegov arhitekt Lanchester pri pripravi načrta in zasnove upoštevala značilnosti budističnih in hindujskih stavb, kot so templji gorske-palače v Burmi in Kambodži ter zlasti Angkor Vat palača. Notranjost palače je oblikovana v slogu art déco. Za notranjo opremo je zaslužen J. S. Norblin, begunec iz Poljske, ki je ustvaril freske v prestolni sobi na vzhodnem traktu. Arhitekturni zgodovinar je komentiral, da je »to najboljši primer indo-decoja. Oblike so jasne in natančne«.

## Hotel
Hotelsko krilo palače upravlja skupina hotelov Tadž in se imenuje Tadž Umaid Bhavan Palace Džodhpur. Bollywoodska igralka Priyanka Chopra se je tukaj leta 2018 poročila z Nickom Jonasom.

## Muzej
Muzej ima eksponate nagačenih leopardov, zelo veliko simbolično zastavo, ki jo je kraljica Viktorija leta 1877 podarila maharadži Džasvant Singhu, oblike svetilnikov. Na vrtu pred muzejem so na ogled tudi klasični avtomobili maharadž.